# The Ellington Suites
The Ellington Suites is het tiende studioalbum van de Amerikaanse jazzpianist, componist en orkestleider Duke Ellington waarop drie "suites", opgenomen in 1959, 1971 en 1972, verzameld werden. Het album werd uitgebracht door het platenlabel Pablo in 1976. Het album won een Grammy Award in 1976.
Ellington schreef de "Queen's Suite" voor koningin Elizabeth II, die een uniek exemplaar van de plaat kreeg, voordat de plaat commercieel werd uitgebracht na Ellingtons overlijden.

## Tracks
Alle composities zijn van de hand van Duke Ellington, tenzij anders vermeld.
1. "Queen's Suite: Sunset and the Mocking Bird" (Duke Ellington, Billy Strayhorn) - 3:50
2. "Queen's Suite: Lightning Bugs and Frogs" - 2:52
3. "Queen's Suite: Le Sucrier Velours" - 2:46
4. "Queen's Suite: Northern Lights" (Strayhorn) - 3:37
5. "Queen's Suite: The Single Petal of a Rose" - 4:08
6. "Queen's Suite: Apes and Peacocks" - 3:05
7. "Goutelas Suite: Fanfare" - 0:31
8. "Goutelas Suite: Goutelas" - 1:12
9. "Goutelas Suite: Get-With-Itness" - 1:55
10. "Goutelas Suite: Something" - 5:22
11. "Goutelas Suite: Having at It" - 3:35
12. "Goutelas Suite: Fanfare" - 0:34
13. "Uwis Suite: Uwis" - 7:51
14. "Uwis Suite: Klop" - 2:00
15. "Uwis Suite: Loco Madi" - 5:52